# Rhabinogana
Rhabinogana là một chi bướm đêm thuộc họ Noctuidae.